# Callitris baileyi
Callitris baileyi — вид хвойних рослин родини кипарисових.

## Поширення, екологія
Країни проживання: Австралія (Новий Південний Уельс, Квінсленд). Росте на кам'янистих схилах, горбистих або гірських районах, в мілких і часто глинястих ґрунтах. Він знаходиться в евкаліптових лісах, в основному пов'язаний з Eucalyptus, Corymbia maculata. Субпопуляції Нового Південного Уельсу відбуваються у відкритих трав'янистих евкаліптових лісах біля струмків.

## Морфологія
Дерево однодомне, вічнозелене, струнке, може досягати у висоту до 18 метрів. Кора сіра груба. Листя росте в групах по три, зелене, довжиною 25 мм. Чоловічі шишки 2–3 мм завдовжки, ростуть на кінцях гілок. Шишки поодинокі на тонких плодових гілочках, 10–13 мм у діаметрі, від овальних до довгастих, блакитнувато-сірі у зрілості, смолисті. Насіння мале, з 2 нерівними крилами.

## Використання
Дерево традиційно використовувалося для стовпів огорож.

## Загрози та охорона
Вид вразливий до випасу худоби та спалювання. Фрагментація місць проживання та розчищення земель задля сільського господарства за межами національних парків є проблемою в деяких областях. Цей вид записаний у кількох національних парках.